# Tam vị đại vương
Tam vị Đại vương ba vị thần linh được nhân dân nhiều nơi xây dựng như một chỉnh thể bền vững để thờ phụng. Vị thứ nhất thường là Thiên thần, vị thứ hai thường là Võ thần, vị thứ ba thường là Văn thần. Điển hình của mô hình này là Thần phả trang Bãi Á, xã Bản Nguyên. Chung mô hình nhưng có biến tấu như Miếu thờ Tam Vị Đại Vương triều Lý, Tam vị Đại vương đình Vân Trì, Tam vị Đại vương Đào xá ...

## Tam vị Đại vương Tản Viên
Nguyên văn chữ Hán là "Tản Viên Sơn Tam vị Đại vương". Ý chỉ 3 vị đại vương cai quản vùng núi Tản Viên (Ba Vì, Hà Nội) gồmTản Viên Sơn Thánh, Cao Sơn Đại Vương, Quý Minh Đại Vương. Tương truyền là ba vị thần sinh  có công giúp vua Hùng Duệ Vương đánh giặc, bảo vệ đất nước.
Thần tích tại Đình Sơn Bao (Vĩnh Phúc) ghi lại nguyên văn: "Nước Việt ta thời kỳ mở nước, vào đời vua Hùng 18, dưới sự trị vì của Hùng Duệ Vương, ở Gia Viễn, Hưng Hoá đạo Sơn Tây có một gia đình họ Nguyễn, sinh được 2 người con trai, cả 2 anh em tuổi đã cao nhưng vẫn chưa có con để nối dõi.
Một hôm hai anh em ông gặp một ông già râu tóc bạc, đầu đội mũ Bách Tinh. Ông già thấy hai người phúc hậu nên nói với hai người: ta thấy gò đất ở Kim Nhanh núi Thu Tính thuộc Hoan Châu rất đẹp, nếu hai người mang hài cốt thân phụ các ngươi táng ở đó sẽ ắt sinh ra bậc thánh từ, nói xong, ông già biến mất.
Hai ông trở về nhà làm theo lời ông già dặn, chưa đầy 2 năm sau quả nhiên phu nhân của hai ông đều mang thai và vợ ông anh sinh được 1 người con trai, vợ ông em sinh được 1 bọc 2 con trai, cả 3 người đều có phong thái đĩnh đạc, khí chất hiên ngang khác thường. Hai nhà vui mừng đặt tên cho con của ông anh là Nguyễn Tuấn, còn 2 con của người em đặt tên là Nguyễn Sùng và Nguyễn Hiền. Đến tuổi trưởng thành cùng tìm thầy để học, nhờ tư chất thông minh cả 3 người đều rất tài giỏi, cả cung tên và binh pháp khiến cho bạn bè trang lứa ai nấy đều khâm phục. Đến năm 3 anh em 17 tuổi, chỉ trong 1 năm cả thân phụ, thân mẫu 3 người đều lần lượt qua đời. 3 anh em rất thương xót chọn phần đất quý làm lễ an táng, giữ việc hương đèn, phụng thờ theo nghi thức. Sau 3 năm khi đã mãn tang cha mẹ, việc hiếu đã trọn, 3 anh em cùng nhau lên núi Tản Viên linh thiêng và được Ma thị Thần Nữ nhận làm con nuôi.
Một ngày nọ trên núi Tản linh thiêng, có một ông già tay cầm gậy trúc từ trên trời giáng thẳng xuống. Nguyễn Tuấn lấy làm kinh sợ, ông cúi đầu bái tạ nhờ ông tiên cứu giúp. Ông già trao gậy thần và truyền phép chú của mình rồi dặn rằng "gậy này đầu trên cứu chúng sinh, đầu dưới trừ ác. Chỉ vào núi, núi sạt; chỉ vào sông, sông cạn; chỉ vào lửa, lửa tắt; chỉ vào gỗ, gỗ gãy. Khanh hãy cẩn thận giữ gìn chớ có xem thường". Nói xong ông già biến mất.
Từ đó Nguyễn Sùng và Nguyễn Hiền ở nhà phụng dưỡng mẹ nuôi, còn Nguyễn Tuấn chu du thiên hạ cứu vớt dân sinh, quá trình chu du ông đã cứu được rất nhiều người. Một hôm ông cứu được long cung Thái tử con vua Thủy tề, vua Thủy Tề rất cảm kích mà ban tặng cho ông cuốn "ước thư". Phán là ước điều gì sẽ được như ý. Nguyễn Tuấn lúc đó vừa có gậy vừa có ước thư nên thường cứu hoạ đem phúc cho đời. Được người đời gọi là Tản Viên Sơn Thánh.
Ngày đó, đời vua Hùng thứ 18 (Hùng Duệ Vương) sinh được 20 hoàng tử và 6 nàng công chúa nhưng đều qua đời chỉ còn lại 2 nàng công chúa, một nàng tên Tiên Dung được gả cho Chử Đồng Tử, một nàng là Ngọc Hoa công chúa đang đến tuổi kén chồng. Nhà vua ban chiếu trong thiên hạ tìm người thông minh tài trí, đức độ, anh hùng lập làm phò mã.
Tản Viên Sơn Thánh cùng 2 người em tìm đường về kinh thành dự thi và được nhà vua kén làm phò mã. Sơn Thánh đón công chúa về Sơn Động, 2 người em lại giúp việc chính sự cho nhà vua và được nhà vua cho đi khắp mọi nơi, giúp đỡ dân chúng trong thiên hạ, dạy dân làm ăn, phát triển sản xuất.
Lúc bấy giờ Hùng Duệ Vương đã 105 tuổi, các hoàng tử đã lần lượt về nơi tiên cảnh, Chúa Thục thấy vậy liền thừa cơ dậy binh, cầu viện các nước láng giềng đến xâm lấn. Nhận được tin cấp báo, Tản Viên Sơn Thánh cùng các tướng lãnh về triều bàn kế đánh giặc. Tản Viên Sơn Thánh xin thay nhà vua cầm quân đánh giặc, quân ta chiến đấu dũng cảm phi thường, quân Thục thất bại, nhà vua ban chiếu thu quân rồi phong thưởng cho các tướng sĩ theo cấp bậc khác nhau
Sau khi đánh thắng quân Thục, nhà vua triệu con rể là Tản Viên Sơn Thánh về triều để nhường ngôi, Sơn Thánh từ chối không nhận, tấu lên vua rằng: Cơ đồ 18 đời vua do trời định đoạt, vả lại chúa Thục Phán cũng thuộc tôn phái nhà Hùng chẳng bằng cách nhường nước cho ông ta. Vua Hùng Duệ Vương nghe theo, liền triệu Thục Phán đến nhường ngôi rồi cùng Sơn Thánh, Cao Sơn, Quý Minh thăng thiên hoá sinh bất diệt."

## Tam vị Đại vương Triều Lý
Quan điểm thứ nhất về Tam vị Đại Vương chính là ba vị Hoàng tử dưới triều nhà Lý, có công lớn trong việc giúp dân khai hoang, lập ấp, phát triển kinh tế,... sau này mất hiển thánh và được nhân dân thờ phụng; được phong là Thượng Đẳng Phúc Thần.
```
Tam vị Đại vương bao gồm Anh Minh Khoát Đạt Hùng Nghị chính trực, Hoàng Hai Khoan Minh Nhân Hậu, Hoàng Ba Cương Minh Trí Lược.
```

Tại thôn Nhị Châu, xã Liên Ninh, huyện Thanh Trì, thành phố Hà Nội có đền thờ Tam vị Đại Vương. Tại đây còn lưu giữ trên 12 sắc phong của các đời vua.
Nguyên văn thần tích nói về Tam vị Đại Vương tại đền như sau: "Thế kỉ thứ 10, sau khi Lý Thái Tổ làm vua xây dựng đất nước, sửa sang bờ cõi, tu văn giảng võ, chính sách khoan hòa được thời bấy giờ được khen là thịnh trị. Đất nước thái bình trải qua nhiều đời, khi đó ở trang Minh Khánh có nhà hào phú họ Nguyễn tên là Thân, vợ là Đỗ Thị Quý. Vợ chồng lấy nhau đã lâu năm, tuổi ngoài 40 mà vẫn muộn mằn đường con cái, chỉ sinh vỏn vẹn được một mụn con gái. Con gái được 2 tuổi thì người chồng mắc bạo bệnh rồi qua đời. Từ đó hai mẹ con dựng một túp lều cỏ ở khu đất bên cửa làng để nấu nước chè bán mà sinh sống.
Được một năm sau thì nước ta bị giặc Chiêm Thành sang quấy nhiễu. Lúc bấy giờ có một vị khách Tàu sang buôn bán ở nước ta, gặp loạn chạy tránh qua hàng xin bà cho ở trọ. Người khách ở trọ được 1 tháng thì trở về nơi xa, khi đi có đưa vàng bạc để tạ ơn bà. Bà không lấy một đồng nào và trao trả hết cho ông ta. Người khách không biết lấy gì để tạ ơn bèn xin bà cho phép tìm một ngôi đất làm mả táng cho chồng bà là ông Nguyễn Văn Thân ở xứ Đống Bàng thuộc làng này rồi mới trở về Tàu. Mẹ con lại yên việc nấu nước bán lấy tiền nuôi nhau.
Đến khi cô con gái lên 5 tuổi thì nảy sinh tài sắc, mặt mũi phương phi, thân hình yểu điệu, nhan sắc tuyệt trần, không người thường nào sánh kịp. Đến năm 18 tuổi thì tiếng đồn về tài sắc của nàng vang đi khắp nước. Vua nghe tiếng bèn vời vào kinh đô làm cung phi hoàng hậu. Được một năm sau thì hoàng hậu sinh liền 3 năm ba vị hoàng tử (ngày 25/5 năm Bính Dần sinh ông Hoàng Một, ngày 26/5 năm Đinh Tỵ sinh ông Hoàng Hai, ngày 28/5 năm Mậu Ngọ sinh ông Hoàng Ba). Vua cho nuôi nấng chăm sóc rất chu đáo.
Đến năm ba ông lên 4, lên 5, lên 6 tuổi thì mặt mũi đều tuấn tú, hình dung cao lớn khác thường. Vua tự đặt tên cho các ông lần lượt là Nhật Quang, Nhật Chiêu, Nhật Tuấn. Ba ông đều là những bậc thông minh, tài năng trí tuệ khác thường, được bá quan văn võ trong triều nhận biết sẽ trở thành những bậc tướng tài.
Khi các hoàng tử còn trong độ tuổi niên thiếu, một lần hoàng hậu trở về thăm làng viếng tổ thì không may trúng phải cơn gió lạ, lâm bệnh rồi mất. Hôm ấy là ngày 9 tháng 10 âm lịch. Nhân dân thương xót và cung kính làm lễ ninh tang bà. Ba vị hoàng tử vội vã trở về làm lễ chôn cất điếu tang. Từ đó về sau, ba ông vẫn thường về đây chơi, cùng tráng làng luyện tập võ nghệ, rèn tài đấu sức.
Ba năm sau, vào đời vua Thuận Tôn nhà Lý lên ngôi, giặc Chiêm Thành lại một lần nữa sang xâm lược nước ta. Chúng giết hại nhân dân và cướp đoạt của cải ở các châu quận. Ba ông hoàng nghe tin liền xin triều đình tự tay đi dẹp giặc. Ba anh em chia nhau chặn đánh các ngả đường rồi hợp lại.
Hoàng tử cả đi đường thủy tiến đánh từ bên trái, trong lúc đó hoàng tử hai cũng từ đường thủy tiến đánh bên phải trận. Hoàng tử ba đi đường bộ tiến vào giữa trận chiến. Khi đã hợp quân, giặc lâm vào thế bị bao vây tứ phía. Lúc bấy giờ hoàng tử thứ 3 mới quát lên ba tiếng, tướng giặc sợ tháo chạy và cho là vị thánh sống giáng trần có oai trời xuất thế. Trận đấy giặc thua chạy tan tác, triều đình giành lại được những đất đai của cải bị cướp mất trước đó. Sau khi thắng trận, 3 hoàng tử hóa về trời.
Vua hay tin thương xót, ban lệnh cho nhân dân làm lễ an táng, sau đó cho đình thần cùng nhân dân rước về sinh quán là đất thang mộc để làm lễ ninh tang. Khi người dân rước linh cữu các ông về tới khu đất phía Bắc, địa đầu của làng thì trời đã tối. Chỉ sau một đêm, ngay chỗ đặt áo quan của các ông đã thấy mối đùn lên thành một cái gò cao.
Vua bèn cho lệnh các quan xây dựng miếu thờ các ông ngay tại đó. Hàng năm vua đều cho quan lại đến cúng bái hai kì Xuân và Thu, người lại miễn cho bản trang các việc binh lương trong 6 năm làm lệ, bao phong mỹ tự là Thượng Đẳng Thần. Ông hoàng cả được phong là Anh Minh Khoát Đạt Hùng Nghị chính trực, ông hoàng hai được phong Hoàng Hai Khoan Minh Nhân Hậu, ông hoàng Ba được phong Hoàng Ba Cương Minh Trí Lược, đồng thời với đó là nhiều tước hiệu được lưu lại trong 12 sắc phong trải qua các đời vua ban cho."